# Ghotourbron
Ghotourbron är en järnvägsbro över Ghotourfloden i den iranska provinsen  Västazarbaijan. När bron byggdes var den Mellanösterns högsta.
Den enkelspåriga järnvägen mellan Van och Tabriz är den enda järnvägsförbindelsen mellan Turkiet och Iran. Den byggdes med stöd av  CENTO för att knyta ihop länderna. Bron, som ligger i ett seismiskt aktivt område i nordvästra Iran, byggdes av American Bridge Company och var i mer än 30 år den högsta i Mellanöstern. Den renoverades åren 2014-2015.